# Ranunculus spicatus
Ranunculus spicatus Desf. – gatunek rośliny z rodziny jaskrowatych (Ranunculaceae Juss.). Występuje naturalnie w południowych częściach Portugalii i Hiszpanii. 

## Morfologia
PokrójBylina dorastająca do 50 cm wysokości.
LiścieSą potrójnie klapowane. W zarysie mają kształt od półokrągłego go nerkowatego. Są owłosione. Brzegi są ząbkowane.
KwiatyMają żółtą barwę. Dorastają do 40 mm średnicy. Mają 5 odwrotnie owalnych działek kielicha.

## Biologia i ekologia
Rośnie na terenach skalistych. Występuje na obszarze górskim. 

## Zmienność
W obrębie tego gatunku oprócz podgatunku nominatywnego wyróżniono jeden podgatunek:
- Ranunculus spicatus subsp. blepharicarpos (Boiss.) Grau